# Union Sportive de Mondorf-les-Bains
L'Union Sportive de Mondorf-les-Bains, meglio noto come Mondorf, è una società calcistica lussemburghese con sede nella città di Mondorf-les-Bains.

## Storia
Il club è stato fondato nel 1915. Tra il 1966 e il 1970 il club ha partecipato alla Division Nationale.
La stagione 1967-1968 rappresenta finora il picco sportivo del club. Dopo solo un anno in massima serie, il Mondorf arriva in semifinale, dove viene eliminato, della Coppa del Lussemburgo.
Dopo la retrocessione del Mondorf in Éirepromotioun nel 1971, il club ebbe un periodo difficile, culminata con la retrocessione in 1. Division (terza divisione). Durante la stagione 2009-2010, il Mondorf ha ottenuto la promozione in Éirepromotioun.
Il club è tornato tra le élite del calcio lussemburghese al termine della stagione 2013-2014, concludendo al terzo posto in Éirepromotioun. Ciò gli valse l'opportunità di giocare lo spareggio promozione-retrocessione con la dodicesima classificata della massima serie. Il Mondorf riuscì a battere il RM Hamm Benfica e tornò in massima serie per la stagione 2014-2015.
Il club continua ancora a giocare nella massima serie nella stagione 2021-2022 dopo una tranquilla salvezza nella Stagione 2020-2021 conclusasi al 11º posto.
Nella stagione 2023-2024 raggiunge nuovamente la semifinale di Coppa di Lussemburgo.

## Palmarès

### Competizioni nazionali
- Éirepromotioun: 1

1966